# Priene

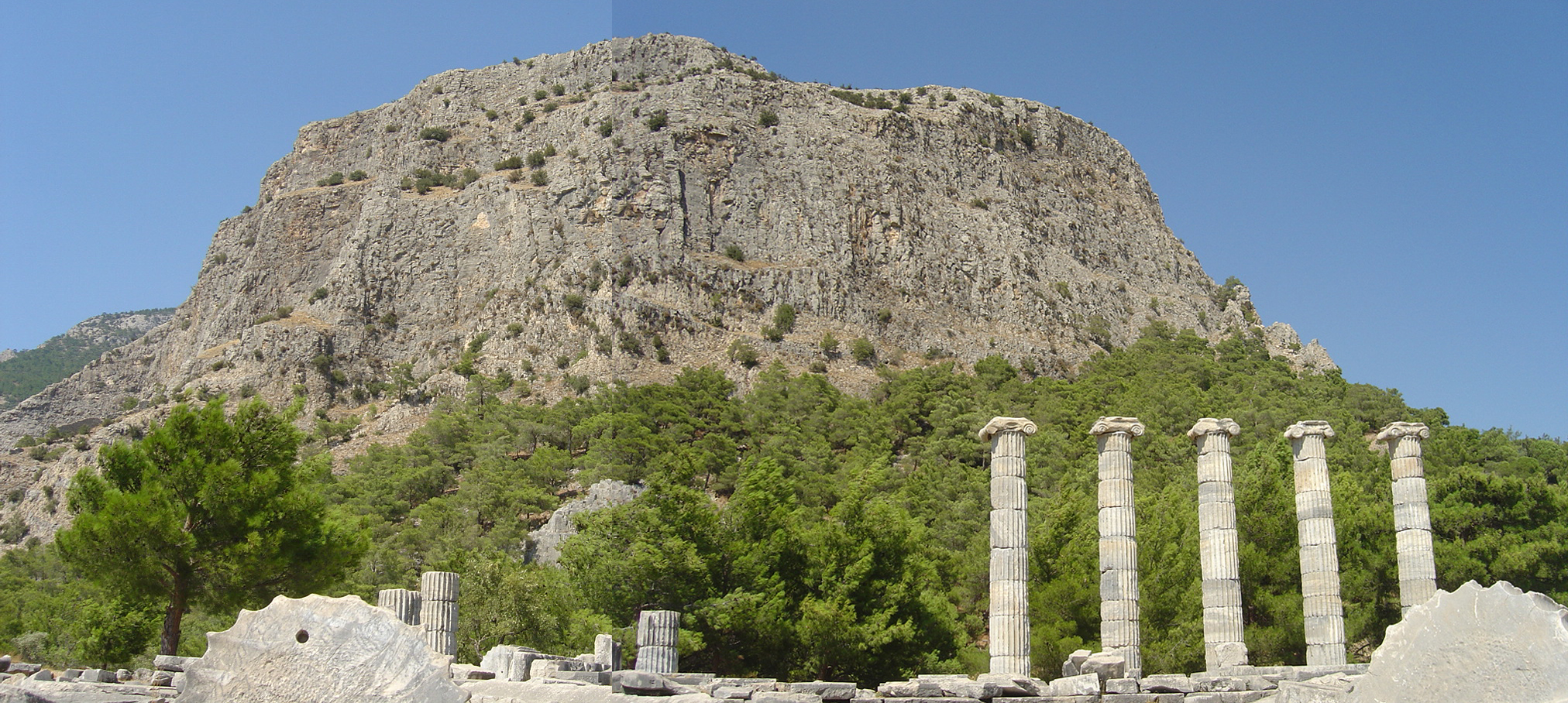
Il sito archeologico di Priène. Tempio di Athéna

Priene (in greco antico: Πριήνη?, Priéne) era una città greca dell'Asia minore sita sulle anse del fiume Meandro.
Le sue rovine, ben conservate, si trovano attualmente in territorio turco.

## Storia
Secondo la tradizione venne fondata da coloni Ioni e possedeva templi dedicati alle divinità di Poseidone, Atena e Demetra.
Fu conquistata prima dai Lidi e quindi dai Persiani nel 546 a.C.
Essa partecipò alla rivolta delle città ionie. Nel 450 a.C. aderì alla lega di Delo e rimase sotto l'influenza ateniese fino al IV secolo a.C. Il conflitto aperto contro la città di Samo ebbe termine nel 442 a.C. per l'intermediazione di detta lega.

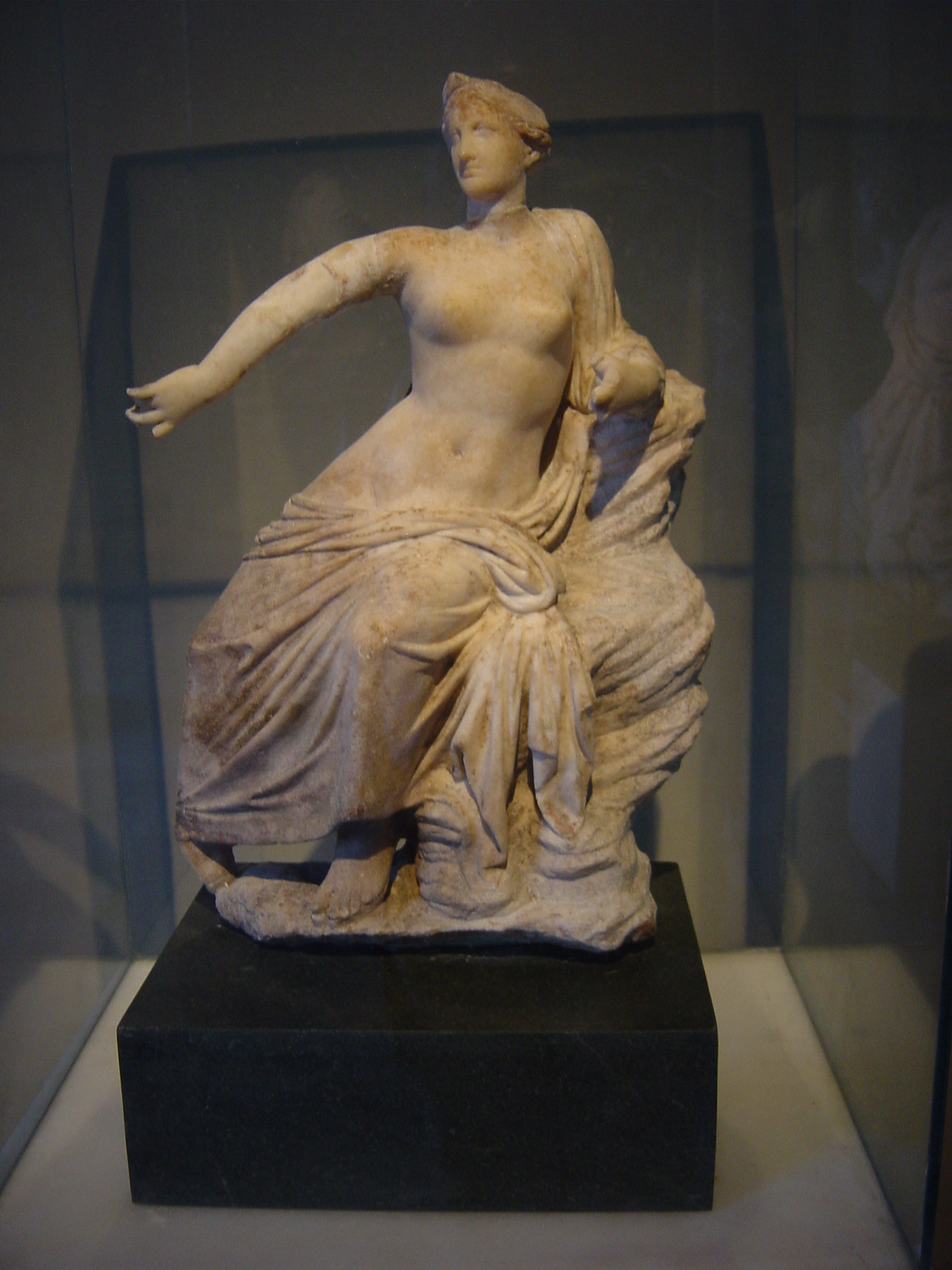
L'Afrodite di Priene

L'era ellenistica vide la conquista dell'Anatolia da parte di Alessandro Magno che diede inizio alla rifondazione della città liberandola dalla schiavitù persiana. Nel 334 a.C. Alessandro sostò a Priene, durante l'assedio alla città di Mileto, e fece un'offerta al tempio della dea Atena. Successivamente la città cadde sotto l'influenza dei lagidi e quindi della città di Pergamo.
Nel 155 a.C. la città fu attaccata e distrutta dal re di Cappadocia Ariarate V che s'impossessò del tesoro di Priene.
Gli accordi del 196 a.C. e del 188 a.C. con la città di Samo furono inefficaci.
Nel 135 a.C., con l'aiuto dei romani, la città si liberò dai conflitti in corso. Ma nel 133 a.C., alla morte del re di Pergamo Attalo III, Priene venne attaccata come tutte le altre alleate di Roma.
La città attraversò un lungo periodo di difficoltà legate alla pirateria e ritrovò la sua tranquillità soltanto nel I secolo a.C. al tempo di Augusto.
Privata dell'accesso al mare dopo che le anse del fiume Meandro caddero in secca, la città cominciò a perdere importanza commerciale e si spopolò perdendo molti abitanti.

## Archeologia
L'importanza archeologica di Priene è dovuta al fatto che, per sfuggire alle inondazioni del fiume Meandro, fu completamente ricostruita verso la metà del IV secolo a.C., secondo i criteri urbanistici di Ippodamo di Mileto: i suoi resti sono ben conservati e danno una chiara idea della pianificazione di una città ellenistica.
La città venne costruita su quattro terrazze tagliate sul fianco del monte Micale, con una pianta composta da isolati rettangolari di dimensioni rigorosamente identiche; anche le vie principali e secondarie rispettavano al centimetro la larghezza fissata per le due categorie. L'agorà era situata al centro della città, più in alto il tempio di Atena Poliade, celebre nel mondo antico.
Altri edifici notevoli erano: il teatro, i ginnasi e l'ἑκκλησιαστέριον (il locale di riunione dell'assemblea cittadina).

## Galleria d'immagini

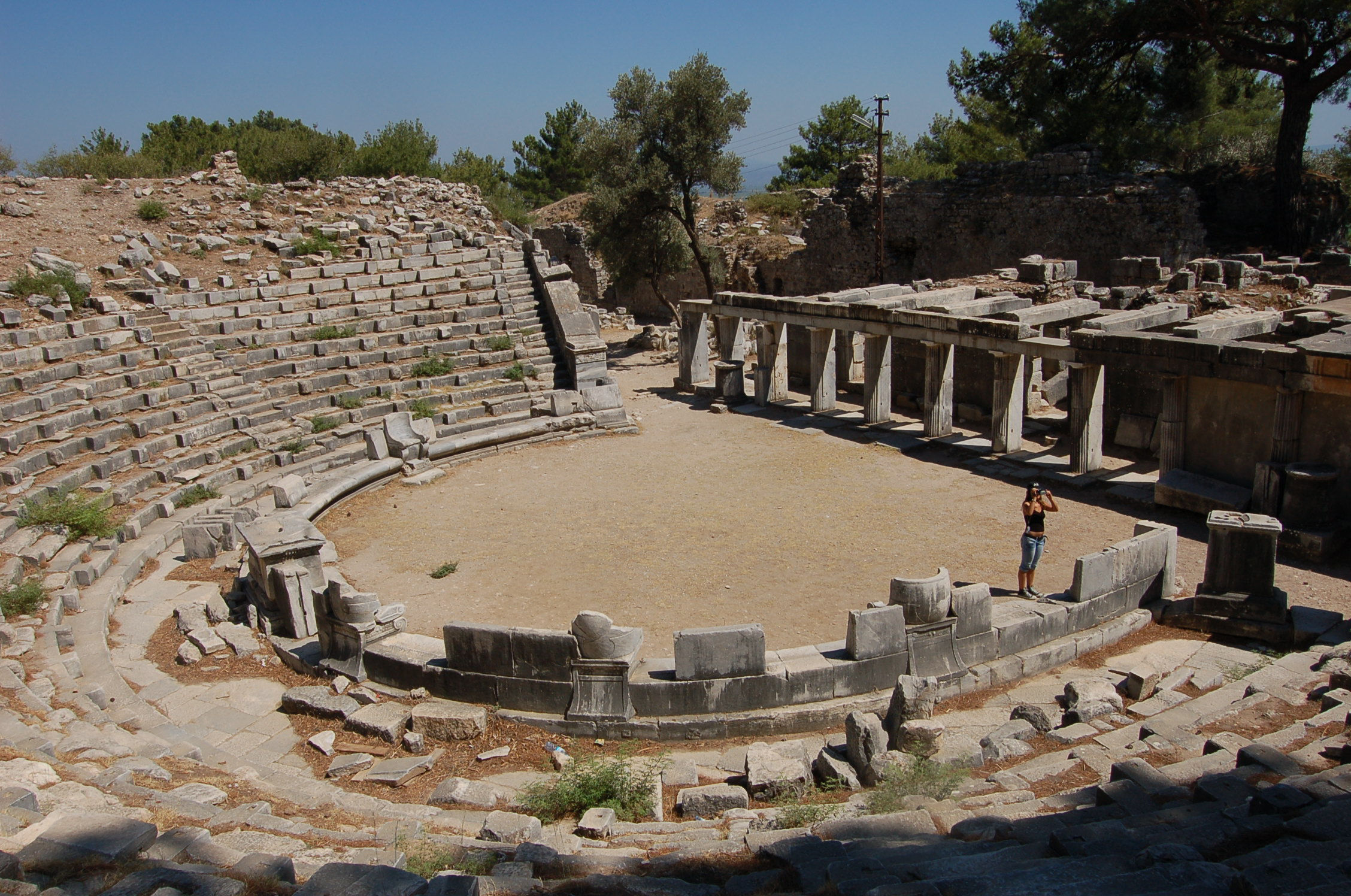
Il teatro di Priene
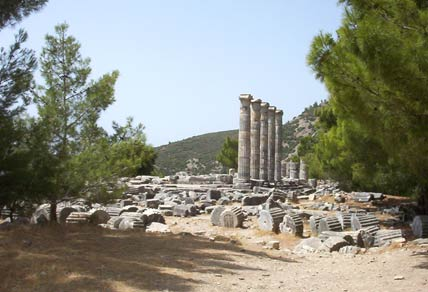
Le rovine del Tempio di Atena
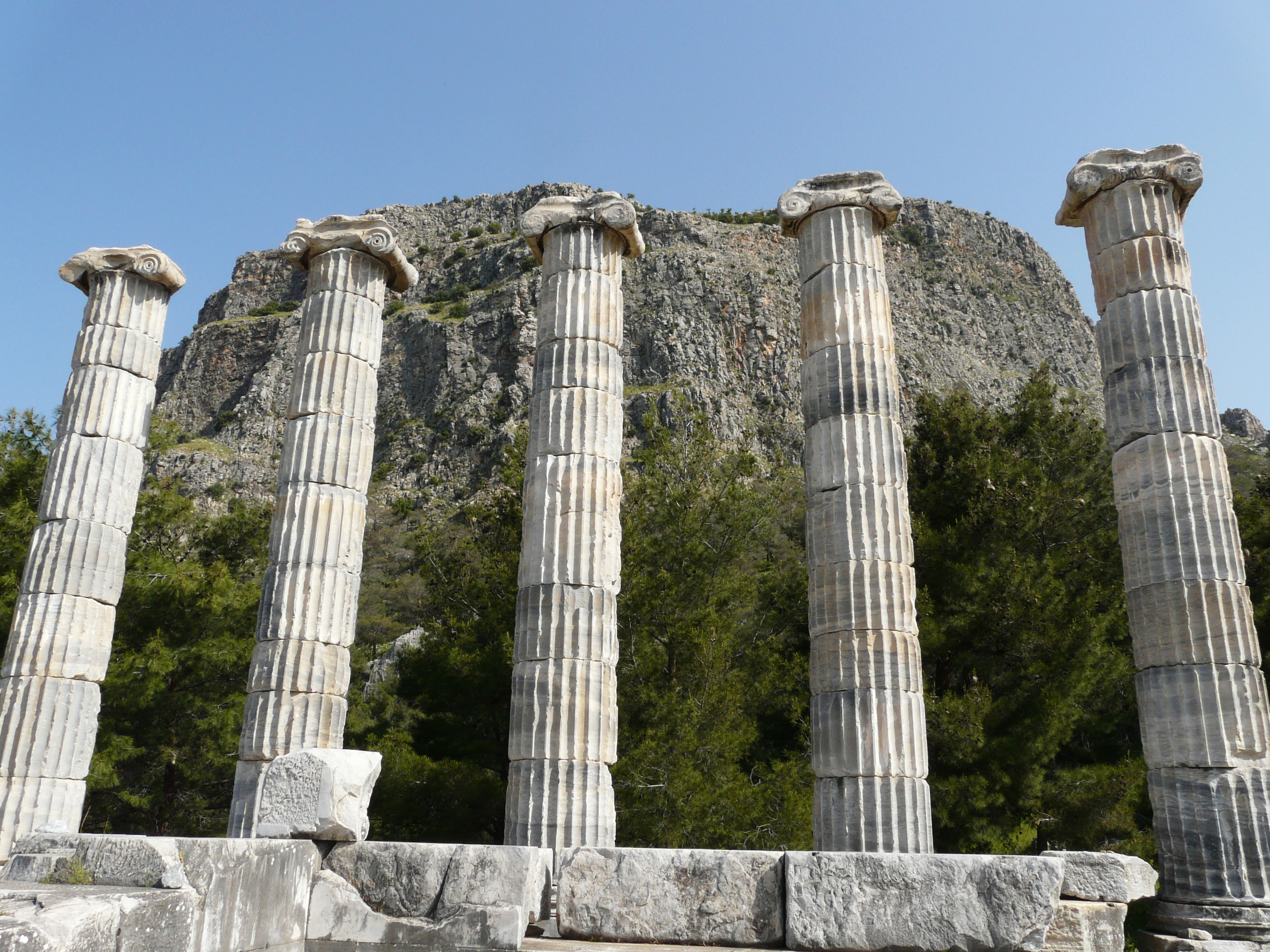
Le colonne del Tempio di Atena
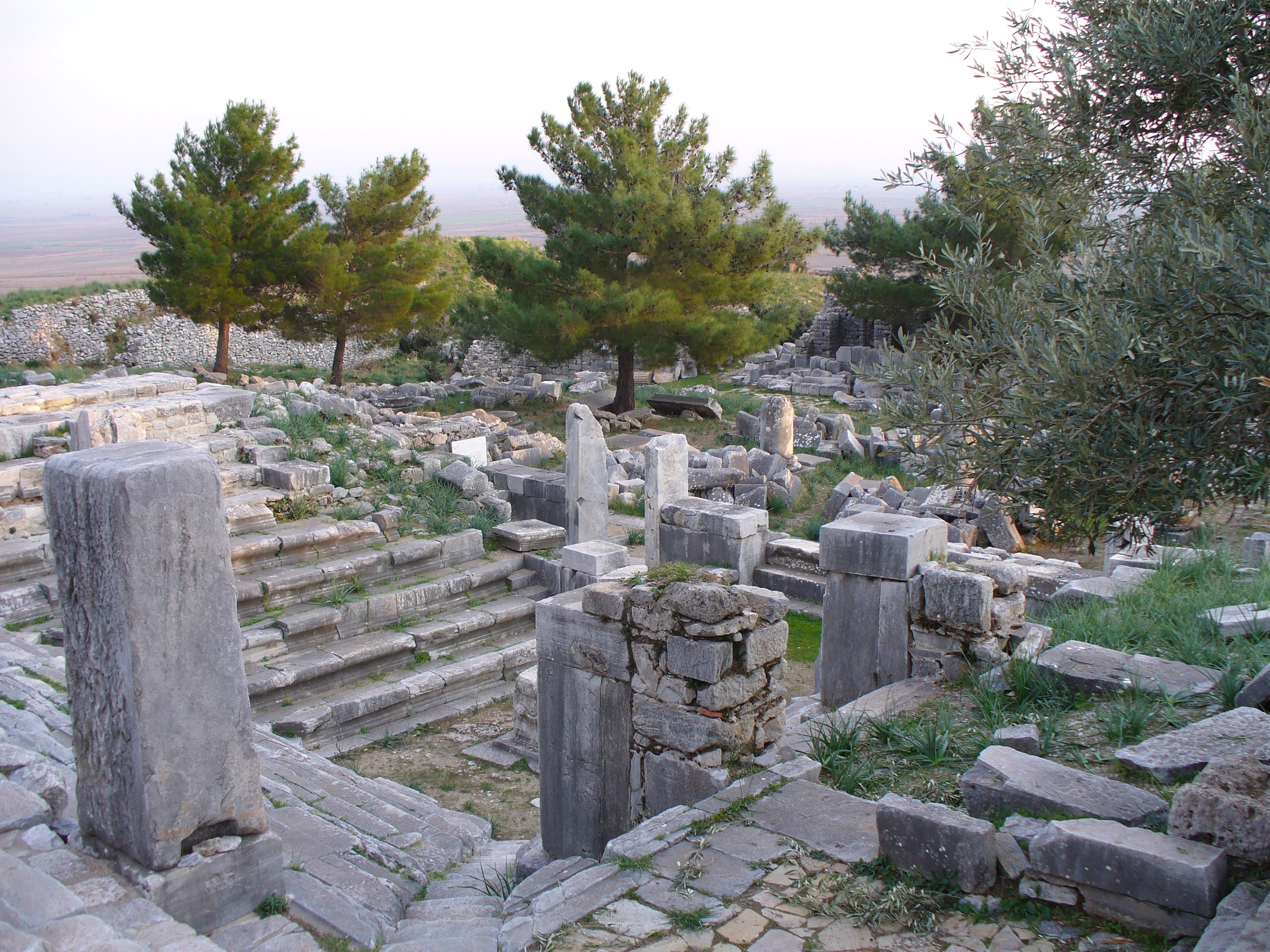
Rovine del bouleuterion di Priene